# Munch (cràter)
Munch és un cràter d'impacte en el planeta Mercuri de 57 km de diàmetre. Porta el nom del pintor noruec Edvard Munch (1863-1944), i el seu nom va ser aprovat per la Unió Astronòmica Internacional el 2008.